# Hapoël Ra'anana
Maillots
Le Hapoël Ra'anana Association Football Club (en hébreu : עמותת הפועל רעננה מחלקת כדורגל), plus couramment abrégé en Hapoël Ra'anana, est un club israélien de football fondé en 1938 et basé dans la ville de Ra'anana.

## Historique
- 1972 : fondation du club

## Palmarès
| \| - Championnat d'Israël D2 : - Vice-champion : 2012-13. - Championnat d'Israël D3 (2) : - Champion : 1998-99 et 2000-01. \| \| - Championnat d'Israël D4 (2) : - Champion : 1965-66 et 1997-98. - Championnat d'Israël D5 (1) : - Champion : 1995-96. \| |  | |
| - Championnat d'Israël D2 : - Vice-champion : 2012-13. - Championnat d'Israël D3 (2) : - Champion : 1998-99 et 2000-01. |  | - Championnat d'Israël D4 (2) : - Champion : 1965-66 et 1997-98. - Championnat d'Israël D5 (1) : - Champion : 1995-96. |

## Personnalités du club

### Présidents
- Ilan Katz

### Entraîneurs
| - Eli Cohen (2006 - 28 février 2010) - Tzvika Tzemah (1er avril 2010 - 19 juillet 2010) - Eyal Lachman (1er mai 2010 - 18 octobre 2011) - Meni Koretski (1er juillet 2013 - 10 mai 2014) - Haim Silvas (10 mai 2014 - mai 2017) - Dudu Avraham (mai 2017 - septembre 2017) | - Guy Levy (septembre 2017 - octobre 2017) - Meni Koretski (octobre 2017 - décembre 2019) - Nisso Avitan (décembre 2019 - février 2020) - Eyal Lachman (février 2020 - juillet 2020) - Gal Cohen (juillet 2020 -) |

## Identité du club

### Historique du logo

Ancien logo